# Расинский десант
Расинский десант 12—14 августа 1945 года — тактический морской десант, высаженный кораблями советского Тихоокеанского флота в ходе советско-японской войны.

## План операции
Десант в корейский порт Расин (ныне порт Раджин, входит в состав особой экономической зоны Расон, название которой образовано из названий ключевых городов зоны Раджин и Сонбон) был запланирован командованием Тихоокеанского флота (командующий — адмирал И. С. Юмашев) как составная часть операции по срыву эвакуации японских войск из корейских портов морем в Японию. Начиная с 9 августа порт подвергался мощным и многократным ударам авиации (выполнено 418 боевых вылетов) и торпедных катеров, в нём было потоплено несколько транспортов, подавлен огонь 7 зенитных батарей, повреждены постройки в порту. Сразу же после занятия порта Юки, не дожидаясь сосредоточения там основных сил, в Расин был отправлен передовой отряд десанта (2 катера «большой охотник», разведгруппа из 140-го разведывательного отряда Тихоокеанского флота под командованием прославленного североморского разведчика Героя Советского Союза старшего лейтенанта В. Н. Леонова численностью в 95 человек).

## Ход операции
Отряд вошёл в порт около 9-30 утра 12 августа 1945 года без противодействия японцев, разведчики заняли территорию порта. Однако вторая группа (2 торпедных катера, доставили вторую группу разведчиков флота в 68 человек) и третья группа (3 торпедных катера, доставившая роту автоматчиков 354-го отдельного батальона морской пехоты, 95 человек), были обстреляны японскими войсками. Японский гарнизон (до 4 000 человек) покинул город без боя (в основном, ещё до прибытия советского десанта), оставив отряд прикрытия. В течение 12 августа этот небольшой отряд был отброшен из города. Очевидно, в бою имела место потеря управления со стороны японского командования, потому что по донесениям командира передового отряда десанта японцы действовали мелкими группами, разрозненно, отходя сразу после открытия огня, стремились покинуть город, попыток контратаковать не предпринимали.
В течение дня к городу подходили две колонны отступавших японских войск, но встреченные огнём десантников, понесли потери и не принимая боя, отошли от Расина, продолжив отход по другим дорогам.
13 августа из бухты Золотой Рог (Владивосток) прибыл отряд высадки главных сил — сторожевой корабль ЭК-5, два тральщика, четыре сторожевых катера (2 — типа «большой охотник» и 2 — «малый охотник»), 4 пограничных катера из состава 62-го морского пограничного отряда. Десант был ещё усилен (высажен 358-й отдельный батальон морской пехоты, 716 человек при 6 орудиях), поскольку планировалось его участие в следующем этапе наступления — в десанте в Сейсин. Но этому батальону участвовать в бою не пришлось. В этот же день японский разведывательный отряд проник в город и взорвал там оставленный днём ранее японский склад боеприпасов.
Наибольшее сопротивление (до полудня 14 августа) оказывали гарнизоны двух береговых укреплённых пунктов на островках Хам (Течходо) и Масеми у входа в гавань Расина, для уничтожения которых была задействована основная часть корабельной артиллерии. После артобстрела уцелевшие японские солдаты сопротивления не оказали и сдались высаженным на острова десантникам. Всего в ходе Расинского десанта японцы потеряли 277 человек убитыми и 292 человека было взято в плен (на островах Хам и Масеми соотношение потерь было иным — 120 убитых и 30 пленных). С нашей стороны потерь в бою на суше не было.
Однако по прибытии в порт большого числа советских кораблей оказалось, что в акватории порта имеется большое количество морских мин, ранее выставленных авиацией США. 13 и 14 августа на этих минах погиб один пограничный катер ПК-42, получили повреждения торпедный катер, катер «малый охотник», пароход и два танкера. Потери в экипажах составили: семь убитых и 37 раненых. Имелись случаи подрывов и в последующие дни.
Имели место недостаточно скоординированные действия морского и сухопутного командования — днём 12 августа к городу подошли передовые части 25-й армии 1-го Дальневосточного фронта, обстрелявшие десантников. После выяснения обстановки армейские части отошли от города, где ещё продолжался бой.

## Итог операции
Таким образом, город и порт были заняты в первые часы десантной операции. Слабое сопротивление деморализованного противника было сломлено, остававшиеся очаги сопротивления влияния на дальнейшие события не оказывали и были легко подавлены. Ещё до окончания боевых действий в Расине командование флота приступило к проведению Сейсинской десантной операции.